# George Catlin
George Catlin, född 26 juli 1796 i Wilkes-Barre, Pennsylvania, död 23 december 1872 i Jersey City, New Jersey, var en amerikansk konstnär som framför allt blivit känd för sina indianporträtt och målningar som skildrar de nordamerikanska indianernas vardagsliv.

## Indianmålare
Efter en mycket kort karriär som jurist övergick Catlin 1824 till att utöva det yrke som gjorde honom känd i hela världen och arbetade 1824–1829 som porträttmålare i Philadelphia. Catlin följde 1830 med William Clark på en förhandlingsresa till indianstammarna vid Mississippifloden och 1832 reste han själv med hjulångaren Yellow Stone på den första av flera resor till övre Missourifloden. Han deltog även i dragonexpeditionen 1834. Resultatet blev 1837 den första konstutställningen någonsin med enbart indianer och deras dagliga liv som motiv. Utställningen öppnade i New York men flyttade 1839 till Europa, där han ställde ut i bland annat London, Bryssel och Paris där intresset för den var betydligt större, speciellt efter 1843 när Catlin började hyra in medlemmar ur den nordamerikanska urbefolkningen för att medverka i hans levande tablåer och uppvisningar han arrangerade i bågskytte, paddling och simning. Catlin företog senare, på 1850-talet, även resor till urbefolkningarna i Sydamerika och Kamtjatka. På 1860-talet bodde han i Bryssel och det var där de flesta av hans porträtt, omkring 600, färdigställdes från skisser han gjort på 1830-talet.

## Entreprenör i Europa
Catlin reste själv till Europa i samband med utställningen och återkom inte till USA förrän 1871. De första åren i Europa var han sysselsatt med utgivning av ett flertal böcker. Den första utkom 1841 med titeln The manners, customs, and condition of the North American Indians. Written during eight years' travel amongst the wildest tribes of Indians in North America, 1832-39. Den översattes bland annat till svenska redan 1846–1848.

## Catlins verk

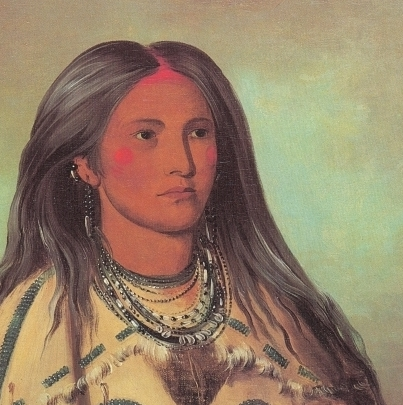
Shakóka ("mynta"), ung mandankvinna. Ett av Catlins mest kända porträtt, 1832.

De flesta av Catlins verk finns i National Museum i Washington D.C. Och i American Museum of Natural History i New York.